# Leichtathletik-Länderkampf der Männer 1938 Frankreich – Deutschland
| 2. Leichtathletik-Länderkampf mit deutscher Beteiligung 1938 | 2. Leichtathletik-Länderkampf mit deutscher Beteiligung 1938 |               |
| ------------------------------------------------------------ | ------------------------------------------------------------ | ------------- |
|                                                              |                                                              |               |
| Ländervergleich der Männer: Frankreich – Deutschland         |                                                              |               |
| Austragungsort                                               | Paris                                                        |               |
| Wettbewerbe                                                  | 15                                                           |               |
| Datum                                                        | 3. Juli 1938                                                 |               |
| 1. GER 2. SWE                                                | 105 Punkte 046 Punkte                                        |               |
| Chronik                                                      |                                                              |               |
| ← GER-SWE Geher (M)                                          | GER-POL (M) →                                                | GER-POL (M) → |

Der zweite Vergleich des Länderkampfjahres 1938 führte Deutschlands Leichtathleten in die französische Hauptstadt Paris. Am 3. Juli wurde dort die traditionelle Begegnung mit Frankreich zum zwölften Mal ausgetragen.

## Wettbewerbe und Modus
Die Ausweitung des Wettkampfprogramms wie in anderen Länderkämpfen des Vorjahres und in dieser Saison gab es hier noch nicht. Es wurden die in den früheren Vergleichen fünfzehn Disziplinen ausgetragen. Gewertet wurde hier wie immer in diesen Aufeinandertreffen nach dem später üblichen System. Einzeldisziplinen: Pl. 1: 5 P, Pl. 2: 3 P, …, Pl. 4: 1 P / Staffeln: Pl. 1: 3 P, Pl. 2: 3 P.

## Ergebnis
Mit dem Stabhochsprung konnten Frankreichs Athleten nur einen einzigen Wettbewerb für sich entscheiden. Damit gelang Deutschland am Ende mit 105 zu 46 Punkten der höchste Sieg der bisherigen Vergleiche gegen diesen Gegner.

## Legende
Kurze Übersicht zur Bedeutung der Symbolik – so üblicherweise auch in sonstigen Veröffentlichungen verwendet:
| k. A. | keine Angabe |

## Resultate

### 100 m
| Platz | Athlet          | Land | Zeit (s) |
| ----- | --------------- | ---- | -------- |
| 1     | Jakob Scheuring | GER  | 10,8     |
| 2     | Manfred Kersch  | GER  | 10,9     |
| 3     | Oscar Stolz     | FRA  | 11,1     |
| 4     | André Dessus    | FRA  | 11,1     |

### 200 m
| Platz | Athlet                | Land | Zeit (s) |
| ----- | --------------------- | ---- | -------- |
| 1     | Karl Neckermann       | GER  | 22,3     |
| 2     | Gerd Hornberger       | GER  | 22,4     |
| 3     | Jean-Jacques Jourdian | FRA  | 22,6     |
| 4     | Victor Goldowsky      | FRA  | 22,7     |

### 400 m
| Platz | Athlet           | Land | Zeit (s) |
| ----- | ---------------- | ---- | -------- |
| 1     | Erich Linnhoff   | GER  | 48,8     |
| 2     | Prudent Joye     | FRA  | 49,0     |
| 3     | Peter Kobens     | GER  | 49,5     |
| 4     | Pierre Skawinski | FRA  | 51,1     |

### 800 m
| Platz | Athlet           | Land | Zeit (min) |
| ----- | ---------------- | ---- | ---------- |
| 1     | Rudolf Harbig    | GER  | 1:54,4     |
| 2     | Franz Eichberger | GER  | 1:54,8     |
| 3     | Paul Faure       | FRA  | 1:55,3     |
| 4     | Robert Goix      | FRA  | 1:55,4     |

### 1500 m
| Platz | Athlet           | Land | Zeit (min) |
| ----- | ---------------- | ---- | ---------- |
| 1     | Edmund Stadler   | GER  | 3:57,8     |
| 2     | Roger Normand    | FRA  | 3:58,4     |
| 3     | Werner Böttcher  | GER  | 3:58,5     |
| 4     | Pierre Leichtnam | FRA  | 4:02,0     |

### 5000 m
| Platz | Athlet           | Land | Zeit (min) |
| ----- | ---------------- | ---- | ---------- |
| 1     | Max Syring       | GER  | 14:54,5    |
| 2     | Georg Ostertag   | GER  | 14:59,3    |
| 3     | Mohamed El Ghazy | FRA  | 15:32,5    |
| 4     | Roger Rochard    | FRA  | 15:51,0    |

### 110 m Hürden
| Platz | Athlet                | Land | Zeit (s) |
| ----- | --------------------- | ---- | -------- |
| 1     | Erwin Wegner          | GER  | 14,6     |
| 2     | Karl Kumpmann         | GER  | 14,6     |
| 3     | Jean-François Brisson | FRA  | 15.0     |
| 4     | Makowsky              | FRA  | k. A.    |

### 4 × 100 m Staffel
| Platz | Besetzung       | Land                                                           | Zeit (s) |
| ----- | --------------- | -------------------------------------------------------------- | -------- |
| 1     | Deutsches Reich | Manfred Kersch Gerd Hornberger Karl Neckermann Jakob Scheuring | 41,6     |
| 2     | Frankreich      | Victor Goldowsky Claude Heim André Dessus Oscar Stolz          | 43,2     |

### 4 × 400 m Staffel
| Platz | Besetzung       | Land                                                                     | Zeit (min) |
| ----- | --------------- | ------------------------------------------------------------------------ | ---------- |
| 1     | Deutsches Reich | Erich Linnhoff Friedrich-Wilhelm Hölling Hermann Blazejezak Peter Kobens | 3:17,2     |
| 2     | Frankreich      | Jacques Lévèque Jean Cerruti Joseph Bertolino Prudent Joye               | 3:18,0     |

### Hochsprung
| Platz | Athlet            | Land | Höhe (m) |
| ----- | ----------------- | ---- | -------- |
| 1     | Gustav Weinkötz   | GER  | 1,95     |
| 2     | Hans Martens      | GER  | 1,90     |
| 3     | Eugène Puyfourcat | FRA  | 1,85     |
| 4     | Jacques Mantran   | FRA  | 1,85     |

### Stabhochsprung
| Platz | Athlet           | Land | Höhe (m) |
| ----- | ---------------- | ---- | -------- |
| 1     | Pierre Ramadier  | FRA  | 4,00     |
| 2     | Karl Sutter      | GER  | 4,00     |
| 3     | Alfred Proksch   | GER  | 3,80     |
| 4     | Robert Vintousky | FRA  | 3,60     |

### Weitsprung
| Platz | Athlet          | Land | Weite (m) |
| ----- | --------------- | ---- | --------- |
| 1     | Luz Long        | GER  | 7,52      |
| 2     | Wilhelm Leichum | GER  | 7,48      |
| 3     | Blanc           | FRA  | 7,12      |
| 4     | Claude Heim     | FRA  | 6,94      |

Datum: 24. Juni

### Kugelstoßen
| Platz | Athlet          | Land | Weite (m) |
| ----- | --------------- | ---- | --------- |
| 1     | Ernst Lampert   | GER  | 15,69     |
| 2     | Hans Woellke    | GER  | 15,67     |
| 3     | Jules Noël      | FRA  | 14,72     |
| 4     | Roger Braconnot | FRA  | k. A.     |

### Diskuswurf
| Platz | Athlet         | Land | Weite (m) |
| ----- | -------------- | ---- | --------- |
| 1     | Willy Schröder | GER  | 47,52     |
| 2     | Ernst Lampert  | GER  | 47,18     |
| 3     | Jules Noël     | FRA  | 44,89     |
| 4     | Paul Winter    | FRA  | 43,63     |

### Speerwurf
| Platz | Athlet          | Land | Weite (m) |
| ----- | --------------- | ---- | --------- |
| 1     | Gerhard Stöck   | GER  | 69,08     |
| 2     | Ferdinand Busse | GER  | 64,50     |
| 3     | Roger Frinot    | FRA  | 54,54     |
| 4     | Werner Quintin  | FRA  | 52,60     |